# Docalidia evansi
Docalidia evansi är en insektsart som beskrevs av Nielson 1979. Docalidia evansi ingår i släktet Docalidia och familjen dvärgstritar. Inga underarter finns listade i Catalogue of Life.